# Вута-Фарнрода
Вута-Фарнрода (нем. Wutha-Farnroda) — община в Германии, в земле Тюрингия. 
Входит в состав района Вартбург.  Население составляет 6560 человек (на 31 декабря 2010 года). Занимает площадь 3,66 км².
Коммуна подразделяется на 4 сельских округа.

## Известные уроженцы города
- Гейзингер, Карл (1792—1883) — немецкий врач и естествоиспытатель.